# Paul Kay
Paul Kay (1934) es un profesor emérito de lingüística en la Universidad de California, Berkeley, Estados Unidos.
Ingresó a la Universidad en 1966 como miembro del Departamento de Antropología, y transferido al Departamento de Lingüística en 1982. Es más conocido por su trabajo con el antropólogo Brent Berlin Basic Color Terms: Their Universality and Evolution (1969) ISBN 1-57586-162-3. Recientemente, ha trabajado con Charles J. Fillmore, desarrollando el libro de texto Construction Grammar (1996). Actualmente trabaja en una extensión del libro Construction Grammar llamado Sign-Based Construction Grammar, en coautoría con Charles Fillmore, Ivan Sag y Laura Michaelis.